# Vchutemas
Il Vchutemas (in russo Вхутемас?, acronimo di Высшие художественно-технические мастерские, Vysšie CHUdožestvenno-TEchničeskie MASterskie "Laboratori artistico-tecnici superiori") fu un istituto superiore d'arte di Stato russo che fiorì a Mosca tra il 1920 e il 1927.
I movimenti artistici che caratterizzarono il Vchutemas furono improntati al suprematismo e al costruttivismo. Per scopi, organizzazione e ambiti di studio il Vchutemas costituiva un'istituzione assai affine al Bauhaus, attivo nello stesso periodo in Germania: entrambi gli istituti, infatti, furono i primi a formare artisti-designer in senso moderno.

## Corso base
Un corso base preliminare era una parte importante del nuovo metodo di insegnamento sviluppato al Vchutemas e fu reso obbligatorio per tutti gli studenti, indipendentemente dalla loro futura specializzazione. Questo si basava su una combinazione di discipline scientifiche e artistiche. Durante il corso base, gli studenti dovevano apprendere il linguaggio delle forme plastiche e la cromatica. Il disegno era considerato un fondamento delle arti plastiche e gli studenti indagavano le relazioni tra colore e forma e i principi della composizione spaziale. Simile al corso base del Bauhaus, a cui tutti gli studenti del primo anno erano tenuti a partecipare, forniva una base più astratta al lavoro tecnico negli studi. All'inizio degli anni '20 questo corso base consisteva in quanto segue:
1. l'influenza massima del colore (data da Lyubov' Popova),
2. forma attraverso il colore (Alexander Osmerkin),
3. colore nello spazio (Aleksandra Ėkster)
4. colore sul piano (Ivan Kljun),
5. costruzione (Alexander Rodčenko),
6. simultaneità di forma e colore (Aleksandr Drevin),
7. volume nello spazio (Nadezhda Udaltsova),
8. storia delle arti occidentali (Amshey Nurenberg) e
9. tutela (Wladimir Baranoff-Rossine)[2].

## Facoltà d'arte

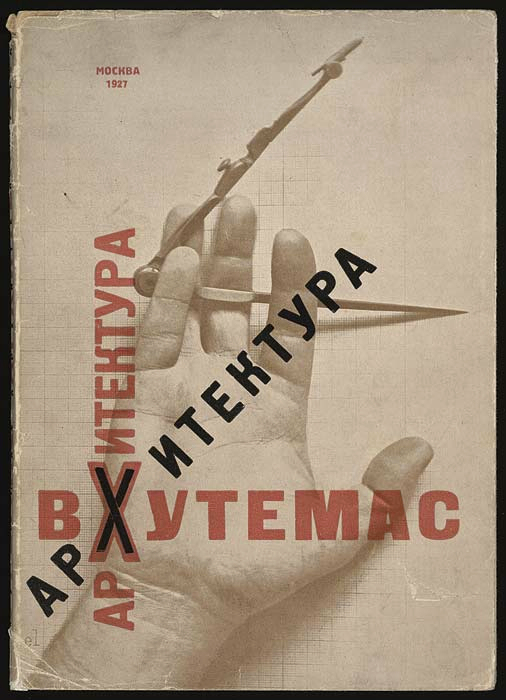
Architettura a Vchutemas, copertina del libro di El Lissitzky, 1927

I principali movimenti artistici che influenzarono l'istruzione al Vchutemas furono il costruttivismo e il suprematismo, sebbene gli individui fossero sufficientemente versatili da adattarsi a molti o a nessun movimento, spesso insegnando in più dipartimenti e lavorando con diversi media. La figura guida dell'arte suprematista, Kazimir Malevič, si unì al corpo docente del Vchutemas nel 1925, sebbene il suo gruppo - UNOVIS, del college d'arte di Vitebsk che includeva El Lissitzky - espose al Vchutemas già nel 1921. Mentre il costruttivismo era apparentemente sviluppato come una forma d'arte nella grafica e nella scultura, aveva l'architettura e la costruzione come materia di base. Questa influenza pervase la scuola. L'istruzione artistica al Vchutemas tendeva ad essere multidisciplinare, il che derivava dalle sue origini come fusione di un college di belle arti e una scuola di artigianato. Un ulteriore contributo a ciò fu la generalità del corso di base, che continuava dopo che gli studenti si erano specializzati ed era completato da un corpo docente versatile. Vchutemas coltivò maestri poliedrici di stampo rinascimentale, molti dei quali con risultati nella grafica, nella scultura, nel design di prodotti e nell'architettura. Pittori e scultori spesso realizzavano progetti legati all'architettura; esempi includono il Monumento alla Terza Internazionale, Architektons di Malevič, e Costruzioni spaziali di Rodčenko. Gli artisti si spostavano da un dipartimento all'altro, come Rodčenko dalla pittura alla lavorazione dei metalli. Gustav Klucis, che era a capo di un laboratorio sulla teoria del colore, passò anche lui dalla pittura e dalle opere scultoree agli stand espositivi e ai chioschi. El Lissitzky, che si era formato come architetto, lavorò anche in un'ampia gamma di media come la grafica, la stampa e la progettazione di mostre. 

## Facoltà industriale
Le facoltà industriali avevano il compito di preparare artisti di un nuovo tipo, capaci di lavorare non solo nelle arti pittoriche e plastiche tradizionali, ma anche di creare tutti gli oggetti nell'ambiente umano, come gli articoli della vita quotidiana, gli strumenti di lavoro, eccetera. Il dipartimento industriale del Vchutemas si sforzò di creare prodotti di fattibilità economica e funzionalità presenti nella società. Le esigenze politiche basate sulla classe indirizzarono gli artisti verso l'artigianato e la progettazione di beni per la casa o industriali. Ci fu una significativa pressione in questo senso da parte del Comitato Centrale del PCUS, che nel 1926, 1927 e 1928 richiese una composizione studentesca "di origine operaia e contadina" e diverse richieste di elementi della "classe operaia". Questa spinta all'economia del design si tradusse in una tendenza verso design funzionali con lussi ridotti al minimo. I tavoli progettati da Rodčenko erano dotati di parti meccaniche mobili, standardizzati e multifunzionali. I prodotti progettati a Vchutemas non hanno mai colmato il divario tra laboratori e produzione in fabbrica, sebbene coltivassero un'estetica di fabbrica: Popova, Stepanova e Tatlin progettarono persino l'abbigliamento industriale per i lavoratori. I pezzi di arredamento costruiti a Vchutemas esploravano le possibilità di nuovi materiali industriali come il compensato e l'acciaio tubolare. 
I dipartimenti ottennero molti successi e influenzarono il pensiero progettuale futuro. All'Esposizione internazionale di arti decorative e industriali moderne del 1925 a Parigi, il padiglione sovietico di Konstantin Mel'nikov e i suoi contenuti attirarono sia critiche che elogi per la sua architettura economica e operaia. Un punto focale delle critiche fu la "nudità" della struttura, rispetto ad altri padiglioni lussuosi come quello di Jacques-Émile Ruhlmann. Aleksandr Rodčenko progettò un club per lavoratori, e l'arredamento fornito dalla Facoltà di lavorazione del legno e dei metalli (Дерметфак) fu un successo internazionale. Il lavoro degli studenti vinse diversi premi e il padiglione di Melnikov vinse il Gran Premio. Come nuova generazione di artisti/designer, gli studenti e i docenti del Vchutemas aprirono la strada ai mobili di design di architetti come Marcel Breuer e Alvar Aalto più avanti nel secolo. 

### Lavorazione dei metalli e del legno
Il preside di questo dipartimento era Aleksandr Rodčenko, nominato nel febbraio del 1922. Il dipartimento di Rodčenko era più ampio di quanto suggerisse il nome, concentrandosi su esempi astratti e concreti di design di prodotto. In una relazione al rettore del 1923, Rodčenko elencava le seguenti materie offerte: matematica avanzata, geometria descrittiva, meccanica teorica, fisica, storia dell'arte e alfabetizzazione politica. I compiti teorici includevano grafica e "disciplina volumetrica e spaziale"; mentre l'esperienza pratica veniva fornita in fonderia, conio, incisione ed elettrotipizzazione (un metodo chimico per la formatura di parti metalliche che riproducono esattamente un modello). Agli studenti venivano anche offerti tirocini in fabbrica. L'approccio di Rodčenko combinava efficacemente arte e tecnologia, e gli fu offerta la cattedra di Vkhutein nel 1928, sebbene rifiutò. Anche El Lissitzky era membro della facoltà.

### Tessili
Il dipartimento tessile era diretto dalla stilista costruttivista Varvara Stepanova. Come altri dipartimenti, era gestito secondo criteri utilitaristici, ma Stepanova incoraggiava i suoi studenti a interessarsi alla moda: veniva loro chiesto di portare con sé dei quaderni per annotare i tessuti contemporanei e l'estetica della vita quotidiana, così come si vedeva nelle vie principali. Stepanova scrisse nel suo piano di studi del 1925 che ciò veniva fatto "con l'obiettivo di elaborare metodi per una consapevolezza consapevole delle esigenze imposte dalle nuove condizioni sociali". Anche Lyubov' Popova era membro della facoltà tessile e, nel 1922, quando fu assunta per disegnare tessuti per la Prima Fabbrica Statale di Stampa Tessile, Popova e Stepanova furono tra le prime stiliste nell'industria tessile sovietica. Popova progettò tessuti sia con geometrie architettoniche asimmetriche, sia opere tematiche. Prima della sua morte nel 1924, Popova produsse tessuti con griglie di falci e martelli stampati, che avrebbero anticipato il lavoro di altri nel clima politico del primo piano quinquennale. 

## La visita di Lenin
Lenin firmò un decreto per creare la scuola, sebbene la sua enfasi fosse sull'arte piuttosto che sul marxismo. Tre mesi dopo la sua fondazione, il 25 febbraio 1921, Lenin si recò a Vchutemas per visitare la figlia di Inessa Armand e per conversare con gli studenti, dove in una discussione sull'arte trovò un'affinità tra gli artisti per il futurismo, un movimento che Lenin non approvava. Lì vide per la prima volta l'arte d'avanguardia, come la pittura suprematista. Non la approvò del tutto, esprimendo preoccupazione per il collegamento tra l'arte dello studente e la politica. Dopo la discussione, Lenin avrebbe risposto con buon umore, "Beh, i gusti sono diversi" e "Io sono un vecchio". 
Sebbene Lenin non fosse un appassionato di arte d'avanguardia, la facoltà e gli studenti del Vchutemas realizzarono progetti per onorarlo e promuovere la sua politica. Il progetto finale di Ivan Leonidov al Vchutemas fu il suo progetto per un Istituto Lenin di Biblioteconomia. Un modello del Monumento alla Terza Internazionale fu costruito dagli studenti ed esposto nel loro laboratorio a San Pietroburgo. Inoltre, il Mausoleo di Lenin fu progettato dal membro della facoltà Aleksey Shchusev. Il libro di Alexei Gan Costruttivismo, pubblicato nel 1922, fornì un collegamento teorico tra la nuova arte emergente e la politica contemporanea, collegando il costruttivismo alla rivoluzione e al marxismo. Il decreto fondativo includeva una dichiarazione secondo cui gli studenti hanno un'"istruzione obbligatoria in alfabetizzazione politica e i fondamenti della visione del mondo comunista in tutti i corsi". Questi esempi aiutano a giustificare i progetti della scuola in termini di prime esigenze politiche, ma altri emergeranno nel corso dell'esistenza della scuola.

## Confronti con il Bauhaus
Il Vchutemas era strettamente parallelo al Bauhaus tedesco nel suo intento, organizzazione e portata. Le due scuole furono le prime a formare artisti-designer in modo moderno. Entrambe le scuole erano iniziative sponsorizzate dallo stato per fondere la tradizione artigianale con la tecnologia moderna, con un corso base di principi estetici, corsi di teoria del colore, design industriale e architettura. Il Vchutemas era una scuola più grande del Bauhaus, ma era meno pubblicizzata e di conseguenza, è meno familiare all'Occidente. L'influenza del Vchutemas fu tuttavia espansiva: la scuola espose due strutture di docenti e lavori di studenti premiati all'Esposizione del 1925 a Parigi. Inoltre, il Vchutemas attirò l'interesse e diverse visite del direttore del Museum of Modern Art, Alfred Hamilton Barr Jr.. Con l'internazionalismo dell'architettura e del design moderni, ci furono molti scambi tra il Vchutemas e il Bauhaus. Il secondo direttore del Bauhaus, Hannes Meyer, tentò di organizzare uno scambio tra le due scuole, mentre Hinnerk Scheper del Bauhaus collaborò con vari membri del Vkhutein sull'uso del colore in architettura. Inoltre, il libro di El Lissitzky Russia – un'architettura per la rivoluzione mondiale, pubblicato in tedesco nel 1930, conteneva diverse illustrazioni di progetti Vchutemas/Vkhutein. Entrambe le scuole fiorirono in un periodo relativamente liberale e furono chiuse sotto la pressione di regimi sempre più totalitari.

## Vkhutein
Già nel 1923, Rodčenko e altri pubblicarono un rapporto sulla rivista LEF che prediceva la chiusura del Vchutemas. Era una risposta all'incapacità degli studenti di affermarsi nel mondo del lavoro ed era intitolato "Il crollo del Vchutemas: Rapporto sulla situazione dei laboratori artistici e tecnici superiori", in cui si affermava che la scuola era "scollegata dai compiti ideologici e pratici di oggi". Nel 1927, il nome della scuola fu modificato: "Istituto" sostituì "Studi" (Вхутеин, Высший художественно-технический институт), o Vkhutein. Con questa riorganizzazione, il contenuto "artistico" del corso base fu ridotto a un trimestre, mentre a un certo punto era di due anni. La scuola nominò un nuovo rettore, Pavel Novitsky, che prese il posto del pittore Vladimir Favorskij nel 1926. Fu sotto il mandato di Novitsky che aumentarono le pressioni politiche esterne, tra cui il decreto sulla "classe operaia" e una serie di revisioni esterne da parte dell'industria e delle organizzazioni commerciali sulla fattibilità dei lavori degli studenti. La scuola fu sciolta nel 1930 e fu accorpata a vari altri programmi. Una di queste fusioni fu con la MVTU, formando l'Istituto di Architettura e Costruzione, che divenne l'Istituto di Architettura di Mosca nel 1933. I movimenti modernisti che Vchutemas aveva contribuito a generare furono considerati criticamente come formalismo astratto, e furono succeduti storicamente dal realismo socialista, dal postcostruttivismo e dallo stile Impero dell'architettura stalinista.

## Curiosità
Grigorij Mihajlovič Bobrovskij insegnò al Vchutemas fra il 1921 e il 1923.
Nina Niss-Goldman insegnò al Vchutemas, dove le venne conferito il titolo di professoressa.